# Dabotap
Dabotap (korejsko 다보탑) je kamnita pagoda v budističnem templju Bulguksa v Gjongdžuju v Južni Koreji. Od vhoda v tempelj skozi most Čongun in Begun je Dabotap na desni strani, nasproti Sokgatapa na levi. Pagoda naj bi bila zgrajena leta 751, v desetem letu vladavine kralja Gjongdoka iz dinastije Sila. Trenutno je označena kot nacionalni zaklad št. 20.
Trinadstropna pagoda je visoka 10,29 m in je bila zgrajena v bogato okrašenem slogu, ki ga v drugih budističnih državah ni bilo. Uporabljene kiparske tehnike so edinstvene za svoj čas in vključujejo nežne značilnosti.
Na vsaki od štirih strani ima stopnišče. Štirje kamniti kvadratni stebri podpirajo prvo streho pagode, kjer je vgrajena kvadratna kamnita ograja. Znotraj ograje je telo pagode, nad njo pa na druga osmerokotna streha, obdana z osmerokotno kamnito ograjo, stoji osem kamnitih stebrov v obliki bambusa, ki podpirajo osmerokotni lotosov kamen, izrezljan s šestnajstimi cvetnimi listi. Nad njim osem kamnitih stebrov podpira tretjo osmerokotno streho. Od štirih kamnitih levov, ki varujejo vrh stopnišča, je ostal le eden. Eden je v Britanskem muzeju v Londonu. Kar zadeva lokacijo še dveh, še vedno ni znano. Pagodo so Japonci razstavili v 1920-ih, vendar ni dokazov o kakršnih koli relikvijah, najdenih v pagodi.
Pagoda je trenutno upodobljena na sprednji strani kovanca za 10 vonov.

## Dabotap in Sokgatap
Pagodi odražata zgodbo iz Lotosove sutre. Dabo (Prabhutaratna), Buda, ki je že dosegel razsvetljenje, ko je jahal Stolp mnogih zakladov, se je zdel, da bi potrdil veljavnost Šakjamunijevih pridig na Vrhu jastrebov. Dabo in Šakjamuni sta nato sedela drug ob drugem v stolpu. Ta pagoda predstavlja Dabo Bude, druga pa Šakjamunija. Dabo predstavlja objektivno resnico, Šakjamuni pa subjektivno modrost za njeno uresničitev. Dabotap je zelo dekorativen in izgleda ženstveno, medtem ko je Sokgatap zelo poenostavljen in izgleda bolj moško. Prefinjen Dabotap simbolizira kompleksnost sveta; preprosti Sokgatap predstavlja kratkost duhovnega vzpona. (iz knjige Fascinant Tales of Blooming Silla avtorjev Alexanderja Changa in Andrewa Changa, 2006).

## Replike
Po vsej Latinski Ameriki obstajajo tri manjše replike. Ena je v Argentini, na trgu Plaza del Ángel Gris v Buenos Airesu (soseska Flores, v enem od središč korejskega priseljevanja v Argentino). Odkrita je bila leta 2012. Bila je darilo Južne Koreje Argentini ob dvestoletnici majske revolucije.
Druga je v Providencii v Čilu in je bila odkrita leta 2010.
Tretja je na nasipu Amador v Panami in je bila odkrita leta 2013.